# Fricativa velofaríngea sorda
La fricativa velofaríngea sorda , también conocida como fricativa nasal posterior sorda, es un sonido consonántico producido por algunos niños con trastornos del habla, incluidos algunos con paladar hendido , como sustituto de las sibilantes sordas ( /s, ʃ, tʃ/ ), que no se pueden producir con paladar hendido. Resultado de "la aproximación pero cierre inadecuado del borde superior del velo y la pared faríngea posterior". Para producir una fricativa velofaríngea sorda, el paladar blando se acerca a la pared faríngea y estrecha el puerto velofaríngeo, de modo que el puerto restringido crea una fricativa. turbulencia en el aire forzado a través de él hacia la cavidad nasal. La articulación se puede volver a una vibrante múltiple velofaríngea sorda.